# Pectoral daurat de Tovstà Mohila
El Pectoral daurat de Tovstà Mohila és un antic tresor d'art escita decorat amb escenes intricades i delicades de la vida quotidiana i d'animals que es remunta al segle iv aC. Fou descobert el 1971 per l'arqueòleg Boris Mozolevski en un enterrament tipus kurgan anomenat Tovstà Mohila. El túmul funerari de Tovstà Mohila ('gran túmul') es troba prop de Pokrov, a la província de Dnipropetrovsk, al sud d'Ucraïna. Hom considera que el pectoral es va crear soldant dotzenes de peces de figures i elements individualitzats. Actualment, el pectoral és troba al Monestir de les Coves de Kíiv.

## Història
Els antics escites eren un poble irànic seminòmada que habitava la zona septentrional del mar Negre en un territori que abastava els Urals i el massís de l'Altai. La seva cultura va perviure gairebé un mil·lenni durant el qual van comerciar regularment amb les diverses cultures de la mar Mediterrània i Àsia, incloent els antics grecs, perses i xinesos.
Es considera que el Pectoral daurat va ser encarregat per un líder escita i va ser confeccionat per artesans nadius escites, tal com molts estudiosos moderns mantenen, o bé per ferrers de l'antiga Grècia, probablement ubicats a la ciutat costanera de Panticapea, a la península de Crimea. Tot i que l'estil és indubtablement grec, la imatgeria reflecteix una simbologia escita.
El pectoral està realitzat amb 24 quirats d'or, amb un diàmetre de 30,6 centímetres, pesa 1.150 grams, té forma de lluna creixent i es pot dividir estilísticament en tres seccions: la part superior, considerada majoritàriament com l'escena principal de la peça, reflecteix la vida quotidiana dels escites; la part intermèdia es creu que representa una connexió escita amb la naturalesa, pel fet que existeixen nombrosos detalls de gran minuciositat que l'artesà va decidir soldar a la mateixa placa daurada que sustenta la resta de la peça; i la part inferior representaria les creences escites sobre el cosmos i la seva pròpia mitologia.